# 변창립
변창립(邊昌立, 1958년 6월 9일 ~ )은 대한민국의 MBC 아나운서이자 前 MBC 부사장이다.

## 생애
1984년 아나운서로 MBC에 입사했다. 2005년 MBC 아나운서국 아나운서1부 부장을 거쳐 2012년 파업에 참여한 후 아나운서의 업무에서 배제되어 왔다. 2017년 11월 20일 신동호 아나운서 하차 직후부터 MBC 라디오 간판 시사 프로그램 《시선집중》 진행으로 복귀하였다. 2017년 12월 13일 조직개편을 통해 MBC 부사장에 선임되었다.

## 학력
- 1977년 서울 보성고등학교
- 1984년 연세대학교 영어영문학과 학사
- 서섹스 대학교 대학원 뉴미디어 석사

## 경력
- 1984년 12월 : MBC 아나운서
- 2005년 3월 : MBC 아나운서국 아나운서1부 부장
- 2013년 8월 MBC 아나운서 직위 퇴임 이후 프리랜서 선언
- 2017년 11월 15일 : MBC의 노조 파업 중단에 따라 MBC 아나운서로 복귀
- 2017년 12월 ~ 2018년 11월 : MBC 부사장
- 2018년 11월 ~ 2020년 2월 : MBC 운영 총괄 부사장

## 수상
- 2008년 대한민국 아나운서대상 라디오진행상
- 2001년 제28회 한국방송대상 아나운서상

## 방송 활동

### TV
- MBC : 1997년 《다큐멘터리 성공시대》
- MBC : 1998년 《도전! 새로운 세상》
- MBC : 1998년 《버려진 장애아 - 사랑을 찾습니다》
- MBC : 1998년 《남북 이산가족 찾기 - 이제는 만나야 한다》
- MBC : 1999년 《목요토론마당》
- MBC : 1993년 ~ 2012년 《TV 속의 TV》
- MBC : 2005년 《MBC 연중기획 교육이 미래다》

### 라디오
- MBC 표준FM : 2003년 ~ 2010년 《세상 속으로》
- MBC 표준FM : 2010년 ~ 2012년 《MBC 정오뉴스》
- MBC 표준FM : 2011년 《창사특집 MBC와 나》
- MBC 표준FM : 2017년 《시선집중》